# 佐賀県庁
佐賀県庁（さがけんちょう）は、地方公共団体である佐賀県の行政機関（役所）である。

## 概要
佐賀県庁では、様々な個性や想いを持った人たちが互いを認め合い、しぜんに支え合う、佐賀らしいやさしさのカタチである「さがすたいる」と、佐賀の「モノ」と「コト」をデザインの視点で磨き上げ、新たな価値を付与する「さがデザイン」を政策の視点とし、「プロセス、ミッション、現場」をキーワードに、「OPEN－AIR佐賀」や「子育てし大県”さが”」、「歩こう、佐賀県。」、「SSP（サガスポーツピラミッド）構想」といったプロジェクトに取り組んでいる。また、行政職員に占める中途採用（民間出身者）の割合が日本一になるなど、組織としてもアップデートを図り、前例に囚われることなく、県民一人ひとりの幸せを追求している。

## 組織
佐賀県の地方議会については佐賀県議会を参照。
- 知事
  - 副知事
    - 政策部
      - 政策チーム、企画チーム、秘書課、広報広聴課、報道課、危機管理防災課、統計分析課、消防学校

    - 総務部
      - 法務私学課、人事課、財政課、税政課、資産活用課、情報課、市町支援課、

    - 地域交流部
      - さが創生推進課、国際政策グループ、多文化共生さが推進課、空港課、交通政策課、港湾課、SAGAスポーツピラミッド推進グループ、文化課、スポーツ課、SAGAサンライズパーク整備推進課、観光課

    - 県民環境部
      - 県民協働課、まなび課、人権・同和対策課、くらしの安全安心課、脱炭素社会推進課、原子力安全対策課、有明海再生・環境課、循環型社会推進課

    - 健康福祉部
      - 社会福祉課、長寿社会課、障害福祉課、医務課、健康福祉政策課、薬務課、国民健康保険課、生活衛生課、男女参画・女性の活躍推進課、こども未来課、こども家庭課

    - 産業労働部
      - 産業DX・スタートアップ推進グループ、産業グリーン化推進グループ、産業政策課、ものづくり産業課、企業立地課、産業人材課、流通貿易課

    - 農林水産部
      - 農政企画課、生産者支援課、農業経営課、園芸農産課、畜産課、農山村課、農地整備課、林業課、森林整備課、水産課

    - 県土整備部
      - 県土企画課、建設・技術課、土地利活用課、道路課、まちづくり課、河川砂防課、下水道課、建築住宅課、入札・検査センター

    - 出納局
      - 会計課、総務事務センター

    - 東部工業用水道局

  - 選挙管理委員会
  - 監査委員
  - 人事委員会
  - 労働委員会
  - 海区漁業調整委員会
  - 収用委員会
  - 教育委員会（佐賀県教育委員会）
    - 佐賀県教育庁

  - 公安委員会
    - 警察本部

## 主な出先機関
- 総務部
  - 県税事務所（佐賀、唐津、武雄）
- 健康福祉部
  - 保健福祉事務所（佐賀中部、鳥栖、唐津、伊万里、杵藤）
- 農林水産部
  - 地域農業改良センター（佐城、三神、東松浦、西松浦、杵島、藤津）
  - 農林事務所（佐賀中部、鳥栖、唐津、伊万里、武雄、鹿島）
  - 家畜保健衛生所（中部、北部、西部）
  - 水産振興センター（玄海、有明）
- 県土整備部
  - 土木事務所（佐賀、神埼、鳥栖、唐津、伊万里、武雄、鹿島）